# Extension des morphismes et des places dans les anneaux intègres et les corps
En mathématiques, et plus précisément en algèbre commutative, une question fondamentale concerne la possibilité d'étendre les morphismes d'anneaux. Plus précisément, si A et B sont deux anneaux intègres, et si A' est un anneau contenant A, le problème se pose d'étendre un morphisme  φ de A dans B en un morphisme de A' dans une extension B' de B, ou tout au moins en une place de A' dans  B' ∪ { ∞ }.
Un certain nombre de théorèmes fournissent une réponse complète à cette question.

## Extension des morphismes dans les extensions transcendantes
Considérons un anneau intègre A, et K son corps des fractions.
Si S est un ensemble algébriquement libre sur K, A[S] s'identifie à l'anneau des polynômes à plusieurs variables, indexées par les éléments de S. 
Pour un tel polynôme P et un morphisme φ de A dans un corps F, on définit Pφ comme étant le polynôme de F[S] obtenu en appliquant φ aux coefficients de P.
L'assertion suivante est un cas particulier de la propriété universelle des anneaux de polynômes :

L'application qui, à un élément P de A[S],  fait correspondre l'élément Pφ dans F[S], étend le morphisme φ à l'anneau A[S]. Elle est de plus injective ou bijective, selon que φ est injectif ou bijectif.

Évidemment, cette extension n'est pas la seule : on peut la composer à droite avec un automorphisme de A[S] pour produire une autre extension ; par exemple, si σ est une permutation des éléments de S et si ψ est  l'application qui, à un polynôme P(Xs, Xs', ...) associe le polynôme 
P(Xσ(s), Xσ(s'), ... ), alors  ψ est un automorphisme de A[S], et φψ est une extension de φ.

## Extension des morphismes d'anneaux intégralement clos
Supposons que A est un anneau intégralement clos, et que A' est un anneau entier sur A.
On se donne à nouveau un morphisme φ de A dans un anneau intègre B. 

Théorème : 
1. Le morphisme φ possède une extension ͠φ en un morphisme de A' à valeurs dans un anneau d'entiers B' sur  B. De plus, B'  peut être supposé inclus dans une clôture algébrique donnée Ω du corps des fractions de B.
2. Si φ est injectif, toutes ses extensions à A' sont injectives.

Corollaire : Soit A un anneau intègre, K son corps des fractions, et L une extension algébrique de K. Si φ est un morphisme injectif de A dans un corps K', alors φ s'étend un morphisme injectif du corps L dans une extension algébrique de K'.

## Extension par localisation
Un instrument important pour l'étude des extensions de morphismes est la localisation
d'un anneau en un idéal premier.
Si A est un anneau intègre et 𝔭 est un idéal premier de A,
alors la localisation de A en 𝔭, notée A𝔭, est le sous anneau formé par les éléments a/b du corps des fractions de A, où 
a et b appartiennent à A et b n'appartient pas à 𝔭. On démontre aisément que A𝔭 est un anneau local, 
c'est-à-dire qu'il possède un unique idéal maximal : c'est l'idéal formé par les fractions du type a/b, où a appartient à 𝔭. 
On a le théorème d'extension suivant. 

Soit A un anneau intègre, et φ un morphisme de A à valeurs dans un anneau intègre B. 
On note 𝔭 = φ-1(0). Alors 𝔭 est un idéal premier de A, et φ s'étend en un morphisme de A𝔭 à valeurs dans B.

## Extension disjonctive
Soit A un anneau intègre, et K son corps des fractions. On suppose que φ est un morphisme de A dans un corps F. Que x soit un élément algébrique ou transcendant sur K, φ s'étend toujours en un morphisme de A[x] ou de A[1/x], à valeurs dans une extension algébrique de F.

## Extension des morphismes de corps
Considérons deux corps K1 et K2, et un morphisme φ de  K1 dans K2.
Dans ces conditions, le morphisme  φ est nécessairement injectif, car si x ∈ K1 est différent de 0, 
alors φ(x{\displaystyle \cdot }1/x) = φ(1) = 1, donc φ(x) ≠ 0. 
Si, à la place de considérer un morphisme de K1 dans K2, on considérait un morphisme de K1 dans un anneau intègre B, alors en remarquant que l'image de  φ(K1) dans B est à un corps, le théorème suivant ne s'en trouverait pas altéré. 

Théorème : Soit K un corps, et L une extension algébrique de K. 
1. Tout morphisme  φ de K dans un corps K'  s'étend en un morphisme de L dans une extension algébrique donnée de K'  ;
2. Si la dimension de L sur K est finie, alors le nombre de telles extensions est au plus égal à [L : K] ;  il est exactement égal à [L : K] si et seulement si L/K est séparable.

## Extension des morphismes et des places par les places

### Places

#### Définitions et remarques
Si K est un corps, une place de K est une application φ de 
K dans K' ∪ { ∞ }, où K' est un corps, vérifiant les propriétés suivantes :
- φ(x + y) = φ(x) + φ(y) ;
- φ(x y) =  φ(x) φ(y) , pour tout (x,y) différent de (0,∞) ou (∞,0) ;
- Il existe a et b dans K tels que φ(a) ≠ ∞ et φ(b) = ∞.

Le symbole ∞ est astreint à vérifier :  
- ∞ + x = x + ∞ = ∞ ;
- ∞ {\displaystyle \cdot } x  = x {\displaystyle \cdot } ∞ = ∞ {\displaystyle \cdot } ∞ = ∞ pour tout x dans K* ;
- ∞ + ∞, ∞ {\displaystyle \cdot } 0 et 0 {\displaystyle \cdot } ∞ ne sont pas définis.

Dit un peu plus naïvement, une place est un "morphisme" qui est autorisé à (et doit) prendre des valeurs infinies.
Les places s'imposent d'elles-mêmes dans le cadre des extensions transcendantes d'un corps K. 
Supposons par exemple que X soit un élément transcendant sur K. Si a est un élément de K, la substitution X ↦ a définit un morphisme d'anneaux entre K[X] et K. 
Malheureusement, on ne peut définir un tel morphisme de substitution dans le corps K(X) des fractions rationnelles sur K, car un tel morphisme ne serait pas défini pour une fraction dont le dénominateur serait un multiple du polynôme minimal de a sur K. Par contre, la substitution de a à la place de X définit bien une place de K(X) dans K. 
Les places apparaissent donc comme un substitut des morphismes, là où une telle définition est impossible.
Cet instrument, équivalent aux valuations dans les corps, s'avère particulièrement utile et puissant dans le cadre de l'arithmétique des corps, un domaine défini relativement récemment, sous l'impulsion de Michael Fried et Moshe Jarden.

#### Conséquence des axiomes
Si φ est une place d'un corps K, alors
- φ(0) = 0 ;
- φ(1) = 1 ;
- φ(x) = 0 si et seulement si  φ(1/x) = ∞ ;
- l'ensemble 𝒪φ des éléments tels que  φ(x)  ≠  ∞, dits éléments finis en  φ, est un anneau de valuation. Son unique idéal maximal est l'ensemble 𝔭 des éléments x ∈  𝒪φ tels que  φ(x) = 0.

L'anneau  𝒪φ mentionné dans la quatrième conséquence est souvent dénommé anneau de valuation de φ. 
Il vérifie :
- l'image de 𝒪φ par φ est un anneau B ;
- la restriction de φ à  𝒪φ est un morphisme d'anneaux entre 𝒪φ et B ;
- l'anneau  𝒪φ est intégralement clos.

### Extension par les places
Le théorème suivant est essentiel en arithmétique des corps.

Théorème (Chevalley) : 
Soit A un anneau intègre, K son corps des fractions, et  L une extension quelconque de K.
1. Tout homomorphisme  non injectif de A dans un corps algébriquement clos Ω s'étend en une place de L dans Ω ∪ { ∞ } ;
2. Toute place  de K dans Ω ∪ { ∞ } s'étend en une place de L dans Ω ∪ { ∞ }.